# Laura Glavan
Laura Glavan (n. 4 februarie 1990, Constanța) este o actriță română care locuiește în Italia. 

## Filmografie

### Cinema
- Lo stato di natura, regia Marco Mangiarotti – scurtmetraj (2007)
- The Darkside of Triora, regia Gerard Diefenthal (2008)
- Piazza Giochi, regia Marco Costa (2010)
- 6 zile pe Pământ, regia Varo Venturi (2011)
- L'isola dell'angelo caduto, regia Carlo Lucarelli (2011)

### TV
- Questa è la mia terra – serial TV, 6 episoade (2007)
- Anna e i cinque – serial TV, 6 episoade (2008)
- Provaci ancora prof – serial TV, episodul 3x07 (2008)
- Don Matteo – serial TV, 26 episoade (2009-2014)
- Caccia al Re - La narcotici – serial TV, 6 episoade  (2011)
- Il tredicesimo apostolo - Il prescelto – serial TV (2012)
- Santa Barbara, regia Carmine Elia – film TV (2012)
- Tutta la musica del cuore, regia Ambrogio Lo Giudice – miniserial TV, 6 părți (2013)
- Che Dio ci aiuti 2 – serial TV, 16 episoade (2013)

## Videoclipuri
- Etere - Ourmemories, regia Giovanni Caloro (2008)

## Premii
- 2010 - Oscar dei Giovani

## Legături externe
- http://www.cinemagia.ro/actori/laura-glavan-386943/
- Scheda sul sito ipcsrl.com Arhivat în 30 decembrie 2012, la Wayback Machine.
- http://www.imdb.com/name/nm3665824/